# Plaza Francisco Antonio de Zela
La plaza Francisco Antonio de Zela está situada en el distrito de Pocollay, Tacna es la plaza principal del distrito y resalta por rendir homenaje al prócer Francisco Antonio de Zela.

## Historia
Por gestión del fundador del distrito de Pocollay Manuel Flores Calvo, una comisión del Consejo Provincial de Tacna integrada por 3 concejales, fue aprobada como "pueblo" el 25 de noviembre de 1858, fecha en la que se constituye como la fundación del pueblo de Pocollay.
Alrededor de 1877 Cirilo Carbajal toma la iniciativa de erigir en la plaza Miraflores (que era como se llamaba la plaza del nuevo pueblo de Pocollay) un busto del prócer Francisco Antonio de Zela, era este el primer busto que se levantaba en la ciudad. La leyenda rezaba:

"Aqui se proclamo el primer grito de Libertad"

Durante la ocupación chilena en Tacna, el busto de Zela fue destrozado por residentes chilenos, por ello después de muchos años de aquel suceso, el 27 de septiembre de 1970 fue inaugurada bajo el denominativo de plaza Francisco Antonio de Zela, durante la gestión de la alcaldesa Elena Chambilla de Rejas.
El 20 de junio de 1986, siendo alcalde Epifanio Chipana Torres, con la presencia de ministro de Guerra, autoridades de Tacna y los mismos residentes del distrito fue inaugurada la plaza Zela, totalmente remodelada se instaló un monumento de cuerpo entero de bronce, donada por el general Jorge Flores Torres, ministro de Guerra.
En agosto de 2008, durante la gestión del alcalde Fausto Foraquita Mendoza, se inaugura por cuarta vez la plaza Francisco Antonio de Zela totalmente remodelada con otro tipo de material de estructura.

## Descripción
La plaza principal de distrito de Pocollay a lo largo de su historia ha sido inaugurada 4 veces, por lo que ha sufrido varias remodelaciones.
Actualmente la plaza es amplia y espaciosa rodeada entre grandes palmeras y árboles, cubierto de baldosas de piedra, tiene una pequeña fuente de agua, en el centro presenta una estatua de cuerpo completo del prócer Francisco Antonio de Zela y 3 astas para el izamiento de las banderas.
En la estatua presenta una placa de bronce que reza:

Permanente Homenaje del Pueblo de Pocollay a la Gloriosa Gesta Libertadora del Prócer 
DON. FRANCISCO ANTONIO DE ZELA
Año 1877 Primer Busto Grl.CIRILO CARBAJAL 
Los alcaldes con obras de mejoramiento 
Año 1970 Sra.ELENA CHAMBILLA DE REJAS
Año 1986 Sr. EPIFANIO CHIPANA TORRES 
Año 2008 Sr. FAUSTO FORAQUITA MENDOZA 
MONUMENTO DONADO Gral.E.P Don JORGE FLORES TORRES 
MINISTRO DE GUERRA - 1986

Al frente de la plaza está ubicada parroquia de Nuestra Señora de las Mercedes (iglesia principal del distrito), a un costado de la plaza está la municipalidad de Pocollay, a su esquina esta el Banco de la Nación y a sus alrededores varios restaurantes y residencias.

## Actualidad
Al estar ubicada en uno de los puntos céntricos del distrito y estar de cerca de la iglesia principal del distrito y la municipalidad, estas plaza frecuenta a múltiples eventos culturales, religiosos, turísticos y ceremonias protocolares.
En enero de 2019, las nuevas autoridades elegidas asumen y juran sus cargos en aquella plaza.